# Jen (revista)
Jen ("He aquí") es una publicación humorística y satírica española en esperanto fundada en 1909 por el dibujante catalán Feliu Elias "Apa" y el periodista Frederic Pujulà. es una especie de edición en esperanto de la revista Papitu, dirigida por Apa, con la misma presentación y de la cual se reproducían los dibujos. 
Se publicaron doce números entre junio de 1909 y mayo de 1910, y fue una de las muchas actividades en esperanto que estallaron alrededor del 5º Congreso Universal de Esperanto celebrado en Barcelona en septiembre de 1909. En cuanto al contenido, destaca la adaptación muy viva de los chistes al contexto esperantista del momento y el uso de la fraseología del esperanto, que en aquel tiempo se encontraba en pleno proceso de formación.